# Nationales Waffenregister
Das Nationale Waffenregister (NWR) wird unter der Aufsicht des Bundesministerium des Innern auf Grundlage des Waffenregistergesetzes geführt und bildet den legalen Waffenbesitz in Deutschland ab.
Der Betrieb des Registers unterliegt dem Bundesverwaltungsamt, es wird von Bund und Ländern als föderales System genutzt, finanziert und gepflegt. Es ist in Deutschland seit dem 1. Januar 2013 aktiv.  Die Grundlage ist die EU-Waffenrichtline 2008/51/EG die festlegt, dass in einem zentralen System der legale Waffenbesitz erfasst werden muss. Dieses Vorhaben wurde durch eine Arbeitsgruppe der Ständigen Konferenz der Innenminister und -senatoren der Länder ab 2009 umgesetzt. Die Arbeitsgruppe konnte die Vorgaben der EU schon zwei Jahre vor dem Termin umsetzen.
Zu den Aufgaben gehört es festzustellen, wer Waffen tragen darf, wem sie gehören und wie viele es davon gibt. In diesem Register sind die relevanten Informationen aller deutschen Waffenbehörden zu erlaubnispflichtigen Waffen erfasst. Dazu gehören auch die Daten der Erwerber, Besitzer und Überlasser derselben. In Summe wurden hier die Daten der ca. 550 örtlichen Waffenbehörden zusammengefasst und strukturiert aufbereitet. Eine Folge davon ist eine Standardisierung der Daten, d. h. baugleiche Waffen werden nicht unter unterschiedlichen Bezeichnungen geführt. Die Daten der Waffenbehörden werden synchron mit der Registerbehörde geführt und aktualisiert.
Waffen, die der Registrierung und Aufsicht der Behörden entzogen sind, weil sie von den Eigentümern selbst (zusammen)gebaut und nicht angemeldet wurden, werden gelegentlich auch in deutschsprachigen Medien als Ghost Guns bezeichnet.

## Zugriff
Auskunft erhalten gemäß §10 des Gesetzes zur Errichtung eines Nationalen Waffenregisters: Waffenbehörden, Gerichte und Strafverfolgungsbehörden, einschließlich Vollstreckungsbehörden, zur Ahndung von Ordnungswidrigkeiten zuständige Behörden, Polizeien des Bundes und der Länder, Hauptzoll- und Zollfahndungsämter, Zollkriminalamt, Steuerfahndungsbehörden, Verfassungsschutzbehörden des Bundes und der Länder, Militärischer Abschirmdienst, Bundesnachrichtendienst.

## Ausbau
Die Innenminister haben beschlossen, dass im Waffenregister der komplette Lebenszyklus einer Waffe ab 2019 abgebildet werden soll; dies ist in Übereinstimmung mit der EU-Feuerwaffenrichtlinie. Die Bezeichnung des Projektes ist NWR II. Zu der Finanzierung durch Bund und Länder kommen noch Mittel aus dem Fonds für die Innere Sicherheit der Europäischen Union hinzu. Damit kann dann Folgendes ermittelt werden:
- wann und wo wurde eine Waffe hergestellt
- wann und wo wurde eine Waffe importiert
- welche Besitzer hatte eine Waffe
- wann und wo wurde eine Waffe exportiert
- wann und wo wurde eine Waffe vernichtet

Auf das Register haben nur behördliche Stellen Zugriff. Privatpersonen, Waffenhändler und Waffenhersteller erhalten keinen Zugriff. Die von ihnen zu liefernden Daten werden an eine Kopfstelle übergeben. Von dieser, die durch das Datenverarbeitungszentrum Mecklenburg-Vorpommern entwickelt und umgesetzt wird, werden die Daten an das Register übergeben.